# Vladimir Soares Forbs
Vladimir Soares Forbs (sinh ngày 14 tháng 4 năm 1992) là một tiền vệ bóng đá người Guiné-Bissau hiện tại thi đấu cho Praiense.